# Słowiczek białosterny
Słowiczek białosterny (Calliope pectoralis) – gatunek małego ptaka z rodziny muchołówkowatych (Muscicapidae). Występuje w środkowej i południowej Azji. Nie jest zagrożony wyginięciem.

## Taksonomia
Pierwszy formalny opis gatunku został sporządzony w 1837 roku przez angielskiego ornitologa Johna Goulda, który nadał mu nazwę Calliope pectoralis. Później gatunek przeniesiono do rodzaju Luscinia, ale w 2010 roku na podstawie molekularnych badań filogenetycznych został przywrócony do rodzaju Calliope. Obecnie wyróżnia się trzy podgatunki Calliope pectoralis. Dawniej za podgatunek C. pectoralis uznawano także klasyfikowanego obecnie jako osobny gatunek słowiczka wąsatego (C. tschebaiewi).

## Morfologia
Długość ciała 14–16 cm; masa ciała 20–26 g.

## Występowanie
Słowiczek białosterny występuje w Azji Środkowej oraz północnej części subkontynentu indyjskiego.
Poszczególne podgatunki występują:
- C. p. ballioni – od zachodnich Chin (góry Tienszan w regionie autonomicznym Sinciang) po południowy Tadżykistan (Pamir) i północno-wschodni Afganistan; poza sezonem lęgowym prawdopodobnie na niższych wysokościach w centralnych Himalajach.
- C. p. pectoralis (podgatunek nominatywny) – w Himalajach – od północnego Pakistanu i północnych Indii do centralnego Nepalu; poza sezonem lęgowym na niższych wysokościach u podnóży centralnych Himalajów.
- C. p. confusa – we wschodnich Himalajach (wschodni Nepal, Sikkim, Bhutan); zimuje na południe po północno-wschodnie Indie.

## Ekologia i zachowanie

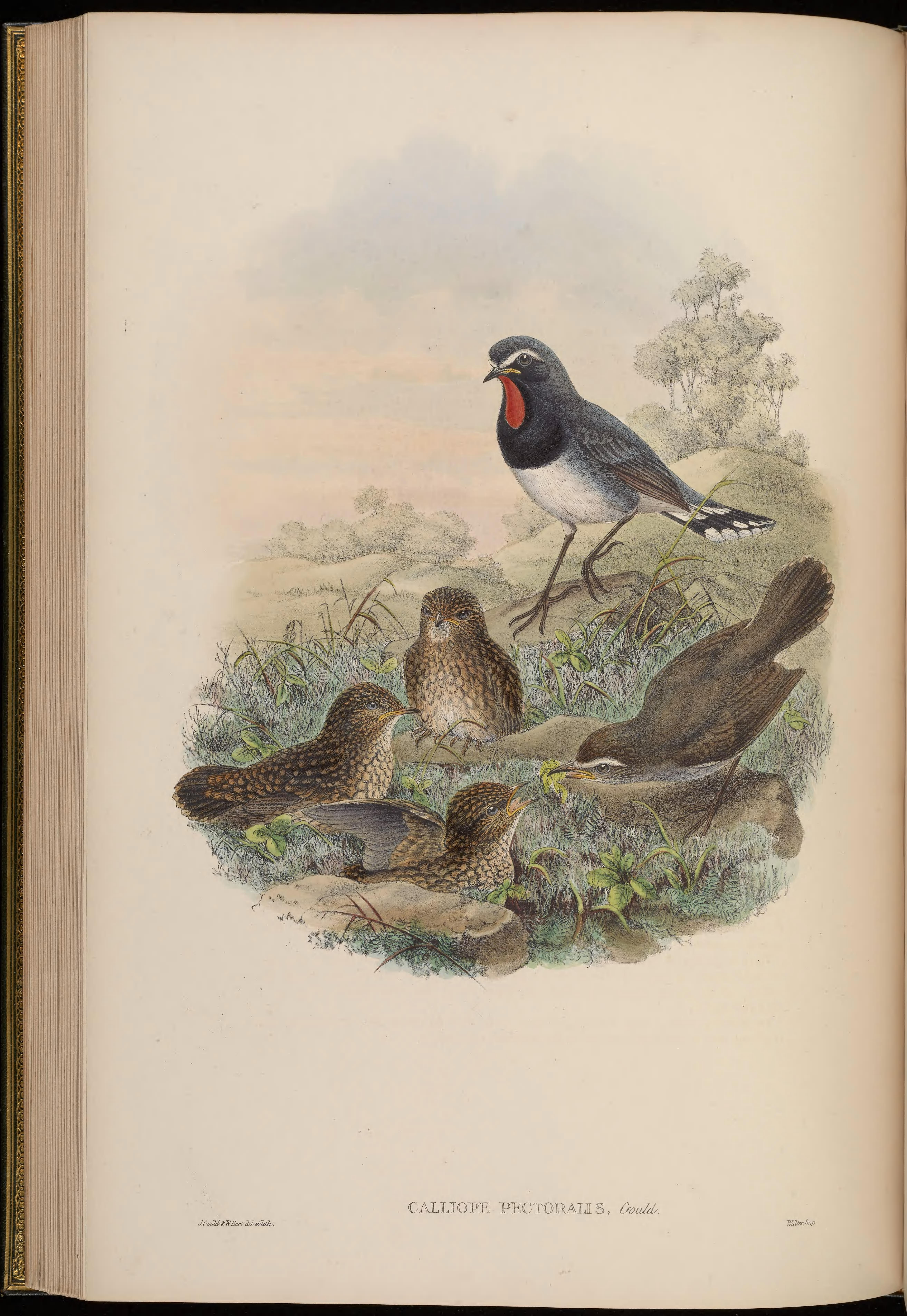
Sylwetki dorosłych i młodych osobników słowiczka białosternego

### Biotop
Lasy i zarośla położone na wysokościach od 2600 m n.p.m. do 4800 m n.p.m.; poza sezonem schodzi niżej aż po niziny.

### Gniazdo
Wykonane z traw gniazda budowane są na ziemi, w zagłębieniach terenu pod osłoną krzewów. Zaobserwowano dwa typy gniazd budowanych przez słowiczka białosternego. Najbardziej powszechnym typem są gniazda kuliste, z jednym wejściem po boku; rzadziej spotykane są głębokie gniazda otwarte.

### Jaja
W okresie lęgowym samica słowiczka białosternego składa od 3 do 6 niebieskozielonych cętkowanych jaj.

### Wysiadywanie
Jaja wysiadywane są przez samicę przez około 14 dni. Pisklęta, karmione przez oboje rodziców opuszczają gniazdo po 16 dniach. 

### Pożywienie
Odżywia się przede wszystkim bezkręgowcami – owadami i pajęczakami, a także małymi jaszczurkami.

## Status i ochrona
W Czerwonej księdze gatunków zagrożonych IUCN słowiczek białosterny uznawany jest za gatunek najmniejszej troski (LC). Liczebność populacji nie została oszacowana, ale ptak ten opisywany jest jako pospolity. Ze względu na brak dowodów na spadki liczebności bądź istotne zagrożenia dla gatunku BirdLife International ocenia trend liczebności populacji jako prawdopodobnie stabilny.